# Badinières
Badinières (Aussprache [badinˈjɛʁ]) ist ein Ort und ehemalige französische Gemeinde mit 681 Einwohnern (Stand: 1. Januar 2017) im Département Isère in der Region Auvergne-Rhône-Alpes. Sie gehörte zum Arrondissement La Tour-du-Pin. Die Einwohner werden Badiniérois und Badiniéroises genannt.
Der Erlass des Präfekten vom 24. Dezember 2014 legte mit Wirkung zum 1. Januar 2015 die Eingliederung von Badinières ohne Status einer Commune déléguée zusammen mit der früheren Gemeinde Eclose zur Commune nouvelle Eclose-Badinières fest.

## Geografie

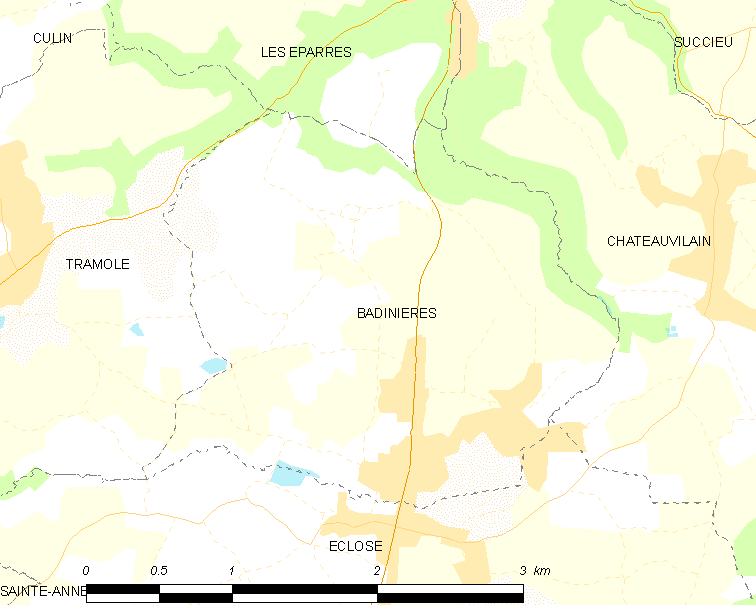
Karte von Badinières

Badinières liegt etwa 47 Kilometer südöstlich von Lyon und etwa 49 Kilometer nordwestlich von Grenoble in der Région naturelle der Terres froides in der historischen Landschaft der Dauphiné. Das Ortsareal wird vom Flüsschen Agny entwässert, der es im Süden und im weiteren Verlauf im Nordwesten begrenzt, vom zeitweise trockenfallenden Ruisseau de Bartholomat, der im Norden entspringt und in den Agny mündet sowie von kleineren, ebenfalls zeitweise trockenfallenden Bächen. Das Relief des Ortsgebiets zeigt außerhalb des Agny-Tals eine durchweg hügelige Landschaft mit Höhen teilweise über 500 m. Die höchste Erhebung befindet sich nordwestlich des Zentrums mit 550 m, der tiefste Punkt wird im Norden mit 396 m beim Austritt des Agny aus dem Ortsgebiet gemessen. Das Ortszentrum liegt auf etwa 510 m Höhe.
Umgeben wird Badinières von den drei Nachbargemeinden und dem Ortsteil Eclose der Commune nouvelle:
|         | Les Éparres                                 |               |
| Tramolé | Kompassrose, die auf Nachbargemeinden zeigt | Châteauvilain |
|         | Eclose (Ortsteil)                           |               |

## Geschichte
Rund um die alte Pfarrkirche (auf dem heutigen Friedhof von Badinières) wurden einige Scherben sogenannter „römischer“ Ziegel gefunden, sowie Überreste gallorömischer Behausungen rund um den Friedhof.
Im 14. und 15. Jahrhundert gehörten Eclose und Badinières den Seigneurs von Bocsozel, die Marquis von Maubec wurden und somit Teil des Mandats Les Éparres unter der Kontrolle der Grafen von Savoyen waren.
Zwischen 1130 und 1610 wurden die beiden Dörfer gemäß den Grundsätzen des Feudalismus mehrmals getauscht, als Mitgift gegeben und verkauft. Sie waren manchmal Teil der savoyischen Domäne, manchmal der Domäne des Dauphiné, bis sie 1610 von François de Bonne, duc de Lesdiguières, Gouverneur des Dauphiné, zurückgekauft wurden. Sie gehörten dann zum königlichen Besitz.
Es ist nicht genau bekannt, wann der Abschnitt der Route royale (die später zur Route impériale, dann zur N85 und dann zur D1085 wurde) zwischen Grenoble und Lyon, die durch Champier, Eclose und Badinières führt, in Betrieb genommen wurde. Es scheint, dass der Bau Ende des 16. oder sogar Anfang des 17. Jahrhunderts beschlossen wurde.
Im Jahr 1792, kurz nach der Französischen Revolution, wurde für vier Jahre die kurzlebige Gemeinde Badinières gegründet, die jedoch 1796 der Gemeinde Les Eparres angegliedert wurde.
1857 wurde die Gemeinde Badinières endgültig gegründet, die am 1. Juli 1857 von Les Eparres abgetrennt wurde.

## Bevölkerungsentwicklung

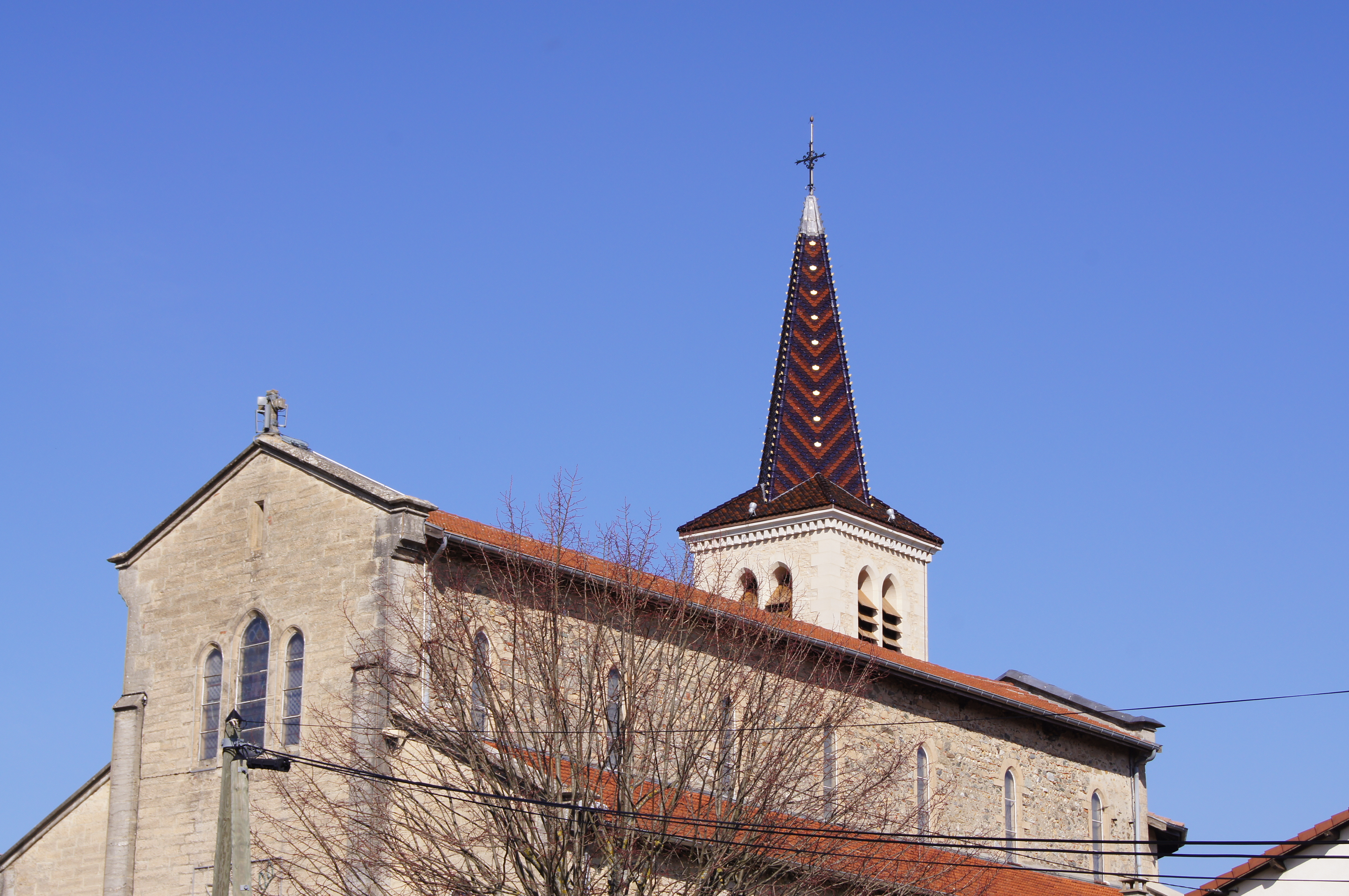
Kirche Saint-Augustin

| Badinières: Einwohnerzahlen von 1861 bis 2017                                                                              | Badinières: Einwohnerzahlen von 1861 bis 2017 | Badinières: Einwohnerzahlen von 1861 bis 2017 | Badinières: Einwohnerzahlen von 1861 bis 2017 | Badinières: Einwohnerzahlen von 1861 bis 2017 |
| --- | --------------------------------------------- | --------------------------------------------- | --------------------------------------------- | --------------------------------------------- |
| Jahr |                                               |                                               |                                               | Einwohner                                     |
| 1861 | 1861                                          |                                               | 477                                           | 477                                           |
| 1866 | 1866                                          |                                               | 507                                           | 507                                           |
| 1872 | 1872                                          |                                               | 467                                           | 467                                           |
| 1876 | 1876                                          |                                               | 424                                           | 424                                           |
| 1881 | 1881                                          |                                               | 429                                           | 429                                           |
| 1886 | 1886                                          |                                               | 406                                           | 406                                           |
| 1891 | 1891                                          |                                               | 428                                           | 428                                           |
| 1896 | 1896                                          |                                               | 406                                           | 406                                           |
| 1901 | 1901                                          |                                               | 391                                           | 391                                           |
| 1906 | 1906                                          |                                               | 376                                           | 376                                           |
| 1911 | 1911                                          |                                               | 357                                           | 357                                           |
| 1921 | 1921                                          |                                               | 313                                           | 313                                           |
| 1926 | 1926                                          |                                               | 335                                           | 335                                           |
| 1931 | 1931                                          |                                               | 320                                           | 320                                           |
| 1936 | 1936                                          |                                               | 312                                           | 312                                           |
| 1946 | 1946                                          |                                               | 304                                           | 304                                           |
| 1954 | 1954                                          |                                               | 298                                           | 298                                           |
| 1962 | 1962                                          |                                               | 303                                           | 303                                           |
| 1968 | 1968                                          |                                               | 302                                           | 302                                           |
| 1975 | 1975                                          |                                               | 309                                           | 309                                           |
| 1982 | 1982                                          |                                               | 299                                           | 299                                           |
| 1990 | 1990                                          |                                               | 364                                           | 364                                           |
| 1999 | 1999                                          |                                               | 418                                           | 418                                           |
| 2006 | 2006                                          |                                               | 538                                           | 538                                           |
| 2013 | 2013                                          |                                               | 615                                           | 615                                           |
| 2017 | 2017                                          |                                               | 681                                           | 681                                           |
| Quelle(n): EHESS/Cassini bis 1999, INSEE ab 2006 Anmerkung(en): Ab 1962 offizielle Zahlen ohne Einwohner mit Zweitwohnsitz |                                               |                                               |                                               |                                               |

## Sehenswürdigkeiten
- Kirche Saint-Augustin aus dem 19. Jahrhundert